# Riparium
Riparium – rodzaj paludarium, w którym uprawia się głównie rośliny i hoduje się zwierzęta żyjące na brzegach zbiorników wodnych. 
Riparia są to prawie akwaterraria (niektóre są to akwaterraria na odwrót - więcej lądu niż wody), tyle że często ze "strumyczkami", które wypływają ze ścianek. Hoduje się w nich głównie zwierzęta wodno-lądowe lub lądowe, związane ze środowiskiem wodnym np. niektóre żółwie, jaszczurki, nawet węże i owady wodne (np. Belostomatidae). Najczęściej są to zwierzęta żyjące w naturalnym środowisku w strumieniach i  w rzekach.